# Iònics d'estat sòlid

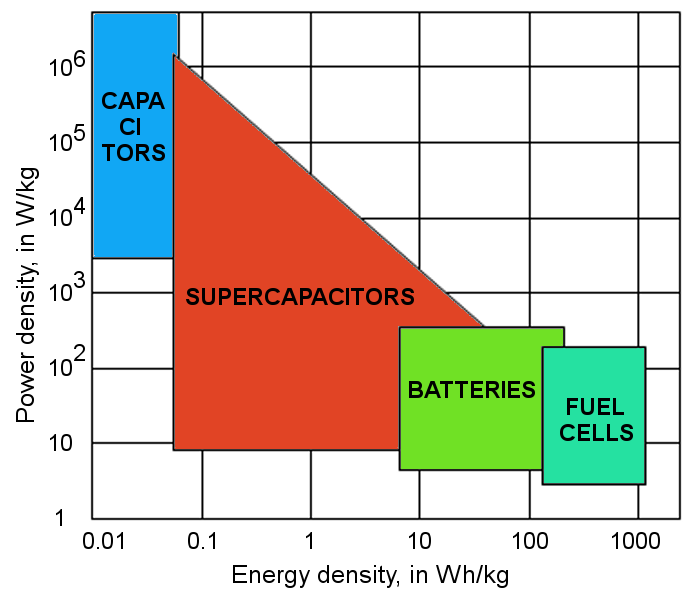
Densitat de potència vs. densitat d'energia per a diferents classes de sistemes iònics d'estat sòlid utilitzats per a l'emmagatzematge i la conversió d'energia

La iònica d'estat sòlid és l'estudi dels conductors mixtos iònics-electrònics i dels conductors totalment iònics (electròlits sòlids) i els seus usos. Alguns materials que entren en aquesta categoria inclouen sòlids inorgànics cristal·lins i policristal·lins, ceràmiques, vidres, polímers i compostos. Els dispositius iònics d'estat sòlid, com ara les piles de combustible d'òxid sòlid, poden ser molt més fiables i duradors, especialment en condicions dures, que els dispositius comparables amb electròlits fluids.
El camp dels iònics en estat sòlid es va desenvolupar per primera vegada a Europa, començant amb el treball de Michael Faraday sobre els electròlits sòlids Ag2S i PbF2 el 1834. Posteriorment, Walther Nernst va fer contribucions fonamentals, que va derivar l'equació de Nernst i va detectar la conducció iònica en zircònia dopada heterovalentment, que va aplicar a la seva làmpada de Nernst. Un altre gran pas endavant va ser la caracterització del iodur de plata el 1914. Al voltant de 1930, Yakov Frenkel, Walter Schottky i Carl Wagner van establir el concepte de defectes puntuals, incloent-hi el desenvolupament de la termodinàmica de defectes puntuals per Schottky i Wagner; això va ajudar a explicar el transport iònic i electrònic en cristalls iònics, vidres conductors d'ions, electròlits polimèrics i nanocompostos. A finals del segle XX i principis del XXI, els iònics d'estat sòlid es van centrar en la síntesi i la caracterització de nous electròlits sòlids i les seves aplicacions en sistemes de bateries d'estat sòlid, piles de combustible i sensors.
El terme iònics d'estat sòlid va ser encunyat el 1967 per Takehiko Takahashi, però no es va utilitzar àmpliament fins a la dècada del 1980, amb l'aparició de la revista Solid State Ionics. La primera conferència internacional sobre aquest tema es va celebrar el 1972 a Belgirate, Itàlia, amb el nom de "Transport ràpid d'ions en sòlids, bateries d'estat sòlid i dispositius".

## Història

### Fundacions

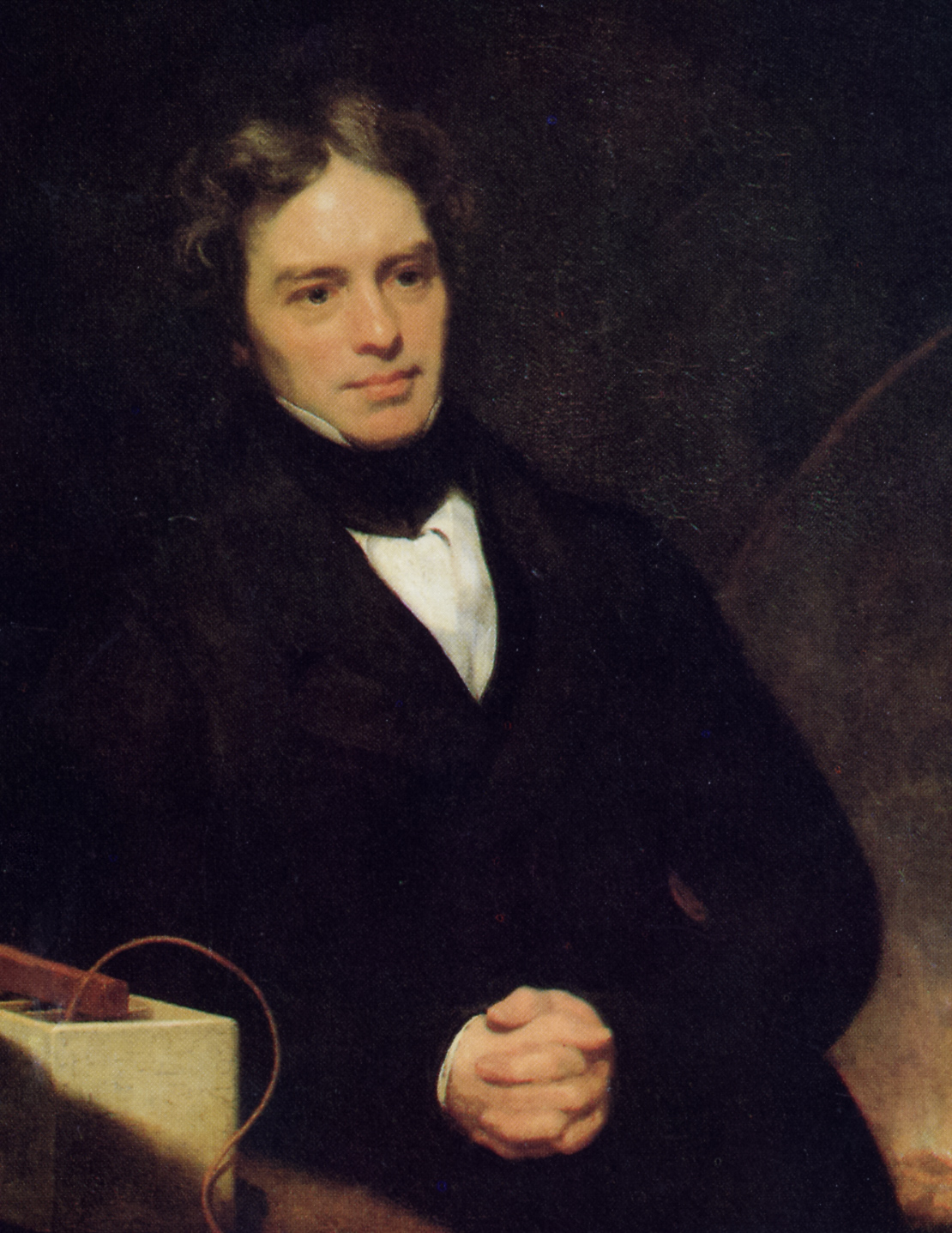
Michael Faraday el 1842

A principis de la dècada de 1830, Michael Faraday va establir les bases de l'electroquímica i la iònica d'estat sòlid en descobrir el moviment dels ions en electròlits líquids i sòlids. Anteriorment, cap al 1800, Alessandro Volta va utilitzar un electròlit líquid a la seva pila voltaica, la primera bateria electroquímica, però no es va adonar que els ions hi participen. Mentrestant, en el seu treball sobre la descomposició de solucions per corrent elèctric, Faraday no només va utilitzar les idees d'ió, catió, anió, elèctrode, ànode, càtode, electròlit i electròlisi, sinó fins i tot els termes actuals per a elles.  Faraday va associar el corrent elèctric en un electròlit amb el moviment dels ions i va descobrir que els ions poden intercanviar les seves càrregues amb un elèctrode mentre es transformaven en elements per electròlisi. Va quantificar aquests processos mitjançant dues lleis de l'electròlisi. La primera llei (1832) establia que la massa d'un producte a l'elèctrode, Δm, augmenta linealment amb la quantitat de càrrega que passa a través de l'electròlit, Δq. La segona llei (1833) va establir la proporcionalitat entre Δm i l'"equivalent electroquímic" i va definir la constant de Faraday F com F = (Δq/Δm)(M/z), on M és la massa molar i z és la càrrega de l'ió.
El 1834, Faraday va descobrir la conductivitat iònica en electròlits sòlids escalfats Ag2S i PbF2.  En PbF2, l'augment de la conductivitat en escalfar-lo no va ser sobtat, sinó que es va estendre per sobre de cent graus Celsius. Aquest comportament, anomenat transició de Faraday,  s'observa en els conductors de cations Na2S i Li4SiO4 i els conductors d'anions PbF2, CaF2, SrF2, SrCl2 i LaF3.
Més tard, el 1891, Johann Wilhelm Hittorf va informar sobre els nombres de transport d'ions en piles electroquímiques,  i a principis del segle XX aquests nombres es van determinar per a electròlits sòlids.

### Primeres teories i aplicacions
La pila voltaica va estimular una sèrie de bateries millorades, com ara la pila Daniell, la pila de combustible i la bateria de plom-àcid. El seu funcionament es va entendre àmpliament a finals del segle XIX a partir de les teories de Wilhelm Ostwald i Walther Nernst. El 1894, Ostwald va explicar la conversió d'energia en una pila de combustible i va emfatitzar que la seva eficiència no estava limitada per la termodinàmica. Ostwald, juntament amb Jacobus Henricus van 't Hoff i Svante Arrhenius, va ser un dels pares fundadors de l'electroquímica i la teoria iònica química, i va rebre el Premi Nobel de Química el 1909.
El seu treball va ser continuat per Walther Nernst, que va derivar l'equació de Nernst i va descriure la conducció iònica en zircònia dopada heterovalentment, que va utilitzar a la seva làmpada de Nernst. Nernst es va inspirar en la teoria de la dissociació d'Arrhenius publicada el 1887, que es basava en ions en solució.  El 1889 es va adonar de la similitud entre els equilibris electroquímics i químics, i va formular la seva equació que predia correctament el voltatge de sortida de diverses piles electroquímiques basades en electròlits líquids a partir de les propietats termodinàmiques dels seus components.
A més del seu treball teòric, el 1897 Nernst va patentar la primera làmpada que utilitzava un electròlit sòlid.  Contràriament a les làmpades de filament de carboni existents, la làmpada Nernst podia funcionar a l'aire i era dues vegades més eficient, ja que el seu espectre d'emissió era més proper al de la llum del dia. AEG, una empresa d'il·luminació de Berlín, va comprar la patent de Nernst per un milió de marcs d'or alemanys, que en aquell moment era una fortuna, i va utilitzar 800 làmpades Nernst per il·luminar el seu estand a l'Exposició Universal (1900).

### Conductivitat iònica en halurs de plata

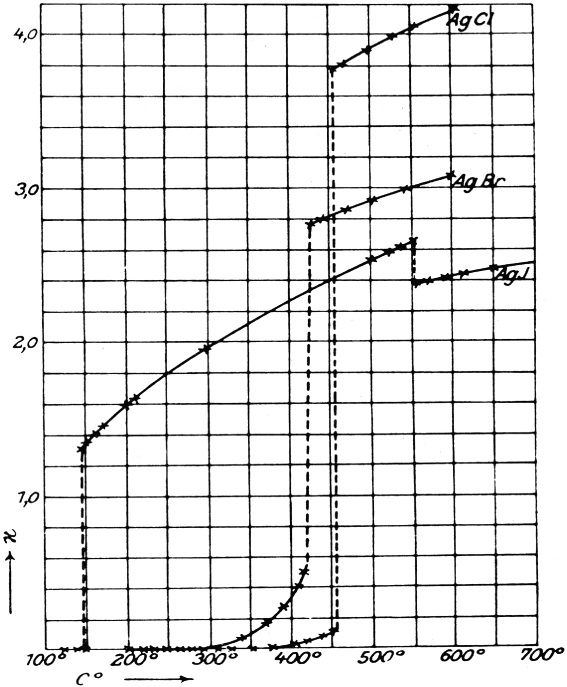
Conductivitat iònica dependent de la temperatura dels halurs de plata, gràfic original de Tubandt i Lorenz.

Entre diversos electròlits sòlids descrits al segle XIX i principis del XX, l'α-AgI, la forma cristal·lina d'alta temperatura del iodur de plata, es considera àmpliament el més important. La seva conducció elèctrica va ser caracteritzada per Carl Tubandt i E. Lorenz el 1914.  El seu estudi comparatiu d'AgI, AgCl i AgBr va demostrar que l'α-AgI és tèrmicament estable i altament conductor entre 147 i 555. °C; la conductivitat va augmentar feblement amb la temperatura en aquest rang i després va disminuir en fondre's. Aquest comportament era totalment reversible i excloïa els efectes de fora de l'equilibri. Tubandt i Lorenz van descriure altres materials amb un comportament similar, com ara α-CuI, α-CuBr, β-CuBr i fases d'alta temperatura d'Ag2S, Ag2Se i Ag2Te.  Van associar la conductivitat amb cations en halurs de plata i cuprosos i amb ions i electrons en calcogenurs de plata.

### Defectes puntuals en cristalls iònics
El 1926, Yakov Frenkel va suggerir que en un cristall iònic com l'AgI, en equilibri termodinàmic, una petita fracció dels cations, α, es desplacen dels seus llocs regulars de la xarxa a posicions intersticials. Va relacionar α amb l'energia de Gibbs per a la formació d'un mol de parells de Frenkel, ΔG, com a α = exp(-ΔG/2RT), on T és la temperatura i R és la constant dels gasos; per a un valor típic de ΔG = 100 kJ/mol, α ~ 1×10−6   a 100 °C i ~6×10−4   a 400 °C. Aquesta idea explicava naturalment la presència d'una fracció apreciable d'ions mòbils en cristalls iònics que, per altra banda, no presentarien defectes, i per tant la seva conductivitat iònica.

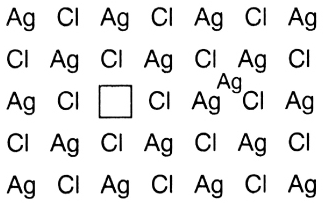
Defecte de Frenkel en AgCl

La idea de Frenkel va ser ampliada per Carl Wagner i Walter Schottky en la seva teoria de 1929, que descrivia la termodinàmica d'equilibri dels defectes puntuals en cristalls iònics. En particular, Wagner i Schottky van relacionar les desviacions de l'estequiometria en aquests cristalls amb els potencials químics dels components cristal·lins i van explicar el fenomen de la conducció electrònica i iònica mixta.
Wagner i Schottky van considerar quatre casos extrems de trastorn per defectes puntuals en un cristall iònic binari estequiomètric de tipus AB:
1. Parells de cations intersticials A+ i vacants de xarxa (defectes de Frenkel)
2. Parells d'anions intersticials B− i vacants de xarxa (defectes anti-Frenkel)
3. Parells de cations intersticials A+ i anions intersticials B− sense vacants
4. Parells de vacants de xarxa de tipus A i B sense intersticials (trastorn de Schottky).

El trastorn de tipus 3 no es produeix a la pràctica, i el tipus 2 només s'observa en casos rars quan els anions són més petits que els cations, mentre que els tipus 1 i 4 són comuns i mostren la mateixa dependència de la temperatura exp(-ΔG/2RT).
Més tard, el 1933, Wagner va suggerir que en els òxids metàl·lics un excés de metall donaria lloc a electrons addicionals, mentre que un dèficit de metall produiria forats electrònics, és a dir, que la no-estequiometria atòmica donaria lloc a una conducció iònica-electrònica mixta.

### Altres tipus de trastorn

#### Vidres iònics
Els estudis de conductors iònics cristal·lins on l'excés d'ions es proporcionava per defectes puntuals van continuar durant la dècada del 1950, i es va establir el mecanisme específic de conducció per a cada compost en funció de la seva estructura iònica. L'aparició d'electròlits vitris i polimèrics a finals dels anys setanta va proporcionar nous mecanismes de conducció iònica. Es va aconseguir una gamma relativament àmplia de conductivitats en vidres, on els ions mòbils es van desacoblar dinàmicament de la matriu. Es va descobrir que la conductivitat es podia augmentar dopant un vidre amb certes sals o utilitzant una barreja de vidre. Els valors de conductivitat podrien ser tan alts com 0,03 S/cm a temperatura ambient, amb energies d'activació tan baixes com 20 kJ/mol. En comparació amb els cristalls, els vidres tenen propietats isotròpiques, una composició contínuament ajustable i una bona treballabilitat; no tenen els límits de gra perjudicials i es poden modelar en qualsevol forma, però la comprensió del seu transport iònic es va complicar per la manca d'ordre a llarg termini.

#### Electròlits polimèrics
El 1975, Peter V. Wright, un químic de polímers de Sheffield (Regne Unit), va produir el primer electròlit polimèric, que contenia sals de sodi i potassi en una matriu d'òxid de polietilè (PEO). Més tard es va proposar un altre tipus d'electròlits polimèrics, els polielectròlits, on els ions es movien a través d'una matriu polimèrica carregada elèctricament, en lloc de neutra. Els electròlits de polímer van mostrar conductivitats més baixes que els vidres, però eren més barats, molt més flexibles i es podien mecanitzar i modelar més fàcilment. Mentre que els vidres iònics normalment funcionen per sota, els conductors polimèrics normalment s'escalfen per sobre de les seves temperatures de transició vítria. En conseqüència, tant el camp elèctric com la deformació mecànica disminueixen en una escala de temps similar en els polímers, però no en els vidres. Entre 1983 i 2001 es creia que la fracció amorfa era responsable de la conductivitat iònica, és a dir, que un desordre estructural (gairebé) complet és essencial per al transport iònic ràpid en els polímers. No obstant això, el 2001 i posteriorment s'han descrit diversos polímers cristal·lins amb una conductivitat iònica de fins a 0,01 S/cm³. °C i energia d'activació de només 0,24 eV.

#### Nanoestructures
A les dècades de 1970 i 1980, es va adonar que els sistemes de mida nanomètrica podien afectar la conductivitat iònica, obrint un nou camp de la nanoiònica. El 1973, es va informar que la conductivitat iònica dels cristalls d'iodur de liti (LiI) es podia augmentar 50 vegades afegint-hi una pols fina de material "aïllant" (alúmina). Aquest efecte es va reproduir a la dècada del 1980 en halurs d'Ag i Tl dopats amb nanopartícules d'alúmina. De la mateixa manera, l'addició de nanopartícules aïllants va ajudar a augmentar la conductivitat dels polímers iònics. Aquests resultats inesperats s'explicaven per la separació de càrrega a la interfície matriu-nanopartícula que proporcionava canals conductors addicionals a la matriu, i la petita mida de les partícules de farciment era necessària per augmentar l'àrea d'aquesta interfície. Es van observar efectes similars de separació de càrrega per a límits de gra en conductors iònics cristal·lins.

## Aplicacions
El 1971, les piles i bateries d'estat sòlid basades en iodur de plata i rubidi ( RbAg4I5 ) ja s'havien dissenyat i provat en una àmplia gamma de temperatures i corrents de descàrrega.  Malgrat la conductivitat relativament alta de RbAg4I5, mai s'ha comercialitzat a causa d'un baix contingut energètic global per unitat de pes (aprox. 5 W·h/kg).  Per contra, LiI, que tenia una conductivitat de només ca. 1×10−7 S/cm a temperatura ambient, va trobar una aplicació a gran escala en bateries per a marcapassos artificials. El primer dispositiu d'aquest tipus, basat en LiI no dopat, es va implantar en un humà el març de 1972 a Ferrara, Itàlia. Els models posteriors van utilitzar com a electròlit una pel·lícula de LiI, que es va dopar amb nanopartícules d'alúmina per augmentar-ne la conductivitat. El LiI es va formar en una reacció química in situ entre l'ànode de Li i el càtode de iode-poli(2-vinilpiridina), i per tant es va autoreparar de l'erosió i les esquerdes durant l'operació.
Les piles de sodi-sofre, basades en un electròlit ceràmic de β- Al2O3 intercalat entre l'ànode de sodi fos i el càtode de sofre fos, van mostrar altes densitats d'energia i es van considerar per a bateries de cotxe a la dècada de 1990, però es van descartar a causa de la fragilitat de l'alúmina, que provocava esquerdes i fallades crítiques a causa de la reacció entre el sodi fos i el sofre. La substitució de β- Al₂O₃ per NASICON no va salvar aquesta aplicació perquè no resolia el problema de l' esquerdament i perquè el NASICON reaccionava amb el sodi fos.
La zircònia estabilitzada amb itri s'utilitza com a electròlit sòlid en sensors d'oxigen en cotxes, generant un voltatge que depèn de la proporció d'oxigen i gas d'escapament i proporcionant retroalimentació electrònica a l'injector de combustible. Aquests sensors també s'instal·len en moltes fàbriques metal·lúrgiques i de fabricació de vidre.  A les dècades del 1980 i del 1990 s'han proposat sensors similars de CO2, clor i altres gasos basats en electròlits d'halur de plata sòlida. Des de mitjans de la dècada de 1980, s'utilitza un electròlit sòlid basat en Li per separar la pel·lícula electrocròmica (normalment WO3 ) i la pel·lícula d'emmagatzematge d'ions (normalment LiCoO2) en el vidre intel·ligent, una finestra la transparència de la qual es controla mitjançant un voltatge extern.
Els conductors iònics d'estat sòlid són components essencials de les bateries d'ions de liti, les piles de combustible de membrana d'intercanvi de protons (PEMFC), els supercondensadors, una nova classe de dispositius d'emmagatzematge d'energia electroquímica, i les piles de combustible d'òxid sòlid, dispositius que produeixen electricitat a partir de l'oxidació d'un combustible. El Nafion, un copolímer fluoropolímer flexible descobert a finals dels anys seixanta, s'utilitza àmpliament com a electròlit polimèric en les PEMFC.